# Löhe (Nümbrecht)
Löhe ist ein Ortsteil von Nümbrecht im Oberbergischen Kreis im südlichen Nordrhein-Westfalen innerhalb des Regierungsbezirks Köln.

## Lage und Beschreibung
Der Ort liegt nördlich von Marienberghausen. Der Ort liegt in Luftlinie rund 4,1 km nordwestlich vom Ortszentrum von Nümbrecht entfernt.

## Geschichte

### Erstnennung
1579 wurde der Ort das erste Mal urkundlich erwähnt und zwar „Ort wird in den Futterhaferzetteln erwähnt“.
Die Schreibweise der Erstnennung war Zum Lohe.

## Bus und Bahnverbindungen

### Bürgerbus
Haltestelle des Bürgerbusses der Gemeinde Nümbrecht.
Route:Marienberghausen – Linie 5
- Nallingen-Krahm-Überdorf-Oberstaffelbach–Niederstaffelbach
- Marienberghausen-Hochstraßen-Guxmühlen-Nümbrecht/Busbahnhof.

### Linienbus
Haltestelle: Löhe
- 323 Nümbrecht, Schulzentrum (OVAG, Schulbus)
- 324 Nümbrecht, Wiehl (OVAG, Werktagsverkehr)